# ایرلتون (کانزاس)
ایرلتون (به انگلیسی: Earlton) شهری در ایالت کانزاس کشور ایالات متحده آمریکا است که جمعیت آن در سرشماری سال ۲۰۱۰ میلادی، ۵۵ نفر بوده‌است.